# Edmund Urbański
Edmund Stefan Urbański (ur. 6 lipca 1909 w Ostrowie, zm. 6 października 1996 w Silver Spring, Stany Zjednoczone) – polski historyk, antropolog, dziennikarz, zamieszkały przez większość życia w Ameryce Północnej. Specjalizował się w tematyce Ameryki Łacinskiej.

## Życiorys
Absolwent Gimnazjum Męskiego w Ostrowie (matura 1930), prawa i ekonomii na Uniwersytecie Poznańskim, dziennikarstwa w Wyższej Szkole Handlowej, studiów iberystycznych. Członek Polskiego Towarzystwa Naukowego na Obczyźnie, opublikował wspomnienia pt. Od Wikingów do Indian.